# Лівуд (Міссурі)
Лівуд (англ. Leawood) — селище (англ. village) в США, в окрузі Ньютон штату Міссурі. Населення — 620 осіб (2020).

## Географія
Лівуд розташований за координатами 37°2′4″ пн. ш. 94°29′45″ зх. д. / 37.03444° пн. ш. 94.49583° зх. д. (37.034477, -94.495866).  За даними Бюро перепису населення США в 2010 році селище мало площу 3,39 км², з яких 3,36 км² — суходіл та 0,03 км² — водойми. В 2017 році площа становила 3,22 км², з яких 3,19 км² — суходіл та 0,03 км² — водойми.

## Демографія
Згідно з переписом 2010 року, у селищі мешкали 682 особи в 259 домогосподарствах у складі 202 родин. Густота населення становила 201 особа/км².  Було 275 помешкань (81/км²).
Расовий склад населення:
| - 94,9 % — білих - 1,3 % — корінних американців - 1,2 % — азіатів - 0,6 % — чорних або афроамериканців |

До двох чи більше рас належало 2,1 %. Частка іспаномовних становила 1,8 % від усіх жителів.
За віковим діапазоном населення розподілялося таким чином: 22,4 % — особи молодші 18 років, 62,1 % — особи у віці 18—64 років, 15,5 % — особи у віці 65 років та старші. Медіана віку мешканця становила 44,8 року. На 100 осіб жіночої статі у селищі припадало 100,0 чоловіків;  на 100 жінок у віці від 18 років та старших — 93,8 чоловіків також старших 18 років.
Середній дохід на одне домашнє господарство  становив 85 314 долари США (медіана — 57 574), а середній дохід на одну сім'ю — 99 358 доларів (медіана — 60 938). За межею бідності перебувало 9,2 % осіб, у тому числі 6,3 % дітей у віці до 18 років та 14,4 % осіб у віці 65 років та старших.
Цивільне працевлаштоване населення становило 271 осіб. Основні галузі зайнятості: освіта, охорона здоров'я та соціальна допомога — 30,6 %, мистецтво, розваги та відпочинок — 15,1 %, виробництво — 12,5 %, роздрібна торгівля — 10,7 %.